# Nicolás Márquez (escritor)
Nicolás Márquez Noriega (Ramos Mejía, 22 de abril de 1975) es un escritor, conferencista y abogado argentino de ideología ultraconservadora y de la autodenominada derecha alternativa, una rama de la extrema derecha. Ha escrito artículos de opinión en medios de comunicación como Infobae y Prensa Republicana, este último fundado y dirigido por él.

## Biografía

### Primeros años y estudios
Nació en Ramos Mejía, el 22 de abril de 1975 y  al poco tiempo su familia  se mudó a Mar del Plata. Cursó la carrera de Derecho en la Universidad Nacional de Mar del Plata y se recibió de abogado.  Se graduó como docente en la Facultad de Ciencias de la Educación de la Universidad FASTA. También es egresado del 'William J. Perry Center for Hemispheric Defense Studies' (Washington D. C.).
Cuando cumplió 18 años y se afilió a la Unión del Centro Democrático (UCeDé) de Álvaro Alsogaray, tras la detención de María Julia Alsogaray por corrupción y la crisis interna del partido tras las elecciones de 1999 se afiliaria al partido Recrear de Ricardo López Murphy.

### Trayectoria
En 2005, Márquez condujo un programa con la presidenta de la organización Argentinos por la "Memoria Completa" o Memoria Completa, Karina Mujica. Junto a ella realizaba entrevistas en las que se hablaba sobre el accionar de los militares en el Proceso de Reorganización Nacional. Ella debió apartarse cuando fue descubierta ofreciendo servicios en un prostíbulo.
Karina Mujica, fuera descubierta por cámaras ocultas del programa Punto Doc en su rol de trabajadora de un cabaré llamado Alto Target. Karina junto a Domingo Bussi llevaron a Márquez a tener un programa de radio y a quien Márquez llamaba "mi entrañable amigo Richard” reivindicando la figura Antonio Domingo Bussi—, por quien afirmó tener “afecto y coincidencia ideológica”.
En 2006, presentó La mentira oficial: sobre la época del terrorismo de Estado en Argentina desde una perspectiva anticomunista y de la teoría de los dos demonios. La presentación del libro contó con la asistencia de exmilitares acusados de delitos de lesa humanidad, desaparición forzada de personas de la época invitados por Márquez, entre ellos el último dictador, Reynaldo Bignone. También reivindicó el golpe de Estado de 1955.
En 2016, Márquez escribió, junto con Agustín Laje, El libro negro de la nueva izquierda, texto en el que critican el feminismo de tercera ola y la «ideología de género». Asimismo, allí sostienen la teoría conspirativa del marxismo cultural. Sus tesis fueron contestadas por la actriz y conductora Malena Pichot, quien declaró haberlas rechazado «por infundadas y por fomentar el odio».
En la noche de la segunda jornada de debate de la ley de aborto en el senado argentino el 28 de diciembre de 2020, Nicolás Márquez y su expareja Patricia Soprano se afiliaron al partido NOS que lidera Juan José Gómez Centurión.
Márquez es colaborador del Hispanic American Center for Economic Research (HACER), de Washington, cuyo objetivo es la defensa de la «libertad y el libre mercado».
El 18 de enero de 2018 presentó una conferencia de Milei en Mar del Plata organizada por la Fundación Libre con el título “Argentina y los valores del capitalismo”.  En diciembre de 2023 Nicolás Márquez durante la ceremonia de asunción del presidente Javier Gerardo Milei  comparte un palco  de la Cámara de Diputados de la Nación junto con Agustín Laje, el español Santiago Abascal, el chileno José Antonio Kast y el mexicano Eduardo Verastegui. 
En mayo de 2024  Nicolás Márquez presentó su último trabajo escrito en colaboración con el periodista Marcelo Duclos. El libro se titula "Milei la revolución que no vieron venir"  y fue presentado en la feria del libro de Buenos Aires. Un grupo de personas se manifestó en contra del escritor por los pasillos de la feria al grito de "eso no es libertad, eso es odio". Algunos de los diputados nacionales  del  oficialismo, el partido  de Javier Gerardo Mieli que estuvieron presentes en la presentación fueron Lilia Lemoine y  Alberto Tiburcio "Bertie" Benegas Lynch,  Otros referentes presentes fueron los infuencer Emanuel Danaan e Iñaki Gutiérrez, el periodista Juan Bautista " Tata" Jofre, la activista Cecilia Pando,  y el exfuncionario menemista Vicente Massot.

### Controversias y problemas judiciales
Nicolás Márquez tuvo una relación conflictiva con su primera mujer. Cuando la mujer quedó embarazada, Márquez le habría exigido que abortara y, tras la negativa, habría comenzado a pegarle; no obstante él sostiene una postura ideológica y moral antiaborto. Este hecho habría sido la causa de la separación entre ambos, además de dos denuncias por violencia familiar que finalizaron en audiencias de mediación. También fue demandado por la tenencia de la niña y el pago de alimentos. Su expareja también  denunció a Márquez por el supuesto delito de abuso sexual contra su hija de 4 años, que fue presentada por dos médicos pediatras el 8 de septiembre de 2008 ya que la niña tenía crisis de llanto repentino, miedos, vómitos y raspaduras en la zona genital.  La denuncia fue desestimada en varias  varias instancias judiciales y en la Corte Suprema de Justicia de Buenos Aires.  Otros medios afirman que la causa por abusos sexuales a su hija continúan en la justicia.En 2013 se conocieron nuevas denuncias por violencia de género por parte de su segunda esposa que había denunciado que Márquez la obligó a abortar.
En una charla junto a Agustín Laje en un colegio secundario de la provincia de Neuquén, en agosto de 2018, Márquez y su compañero habrían maltratado a los estudiantes realizando afirmaciones homofóbicas y discriminatorias. En esa charla Márquez expresó que la homofobia no existe y que es solamente un invento idiomático, y respecto a la ley de identidad de género dijo que: «Hay una ley que dice que un hombre disfrazado de mujer es una mujer». Estas expresiones fueron objetivo de una declaración de repudio por parte de diputados nacionales.
El 3 de mayo de 2024, fue entrevistado por Ernesto Tenembaum en Radio con Vos, en calidad de su trabajo para la escritura de la biografía de Javier Milei.Allí, declaró que la homosexualidad es "una conducta insana y autodestructiva",  negó crímenes de la última dictadura militar como las apropiaciones de bebés o las violaciones de mujeres detenidas mientras también calificaba de “ilegal” (debido, según él, al supuesto apartamiento tanto del derecho vigente en ese momento como a las garantías y procedimientos constitucionalmente consagrados) e ilegítimo el Juicio a las Juntas realizado durante el gobierno democrático de Alfonsín.Estas declaraciones impulsaron diversas respuestas y repudios, entre las cuales se destacó la de Manuel Lozano, presidente de la Fundación Sí. Lozano leyó una carta en FM Urbana Play, en la que repudió las declaraciones de Márquez y compartió distintas situaciones de discriminación y homofobia a las que se enfrentó durante su vida.
En agosto del 2025 Nicolás Márquez generó una polémica y recibió fuertes críticas por sus opiniones en la red social X con relación al fallo del juicio iniciado por la modelo Julieta Prandi contra su exmarido Claudio Contardi,  acusado de violencia sexual quien fue condenado a la pena de 19 años de prisión. Márquez en su posteo puso en duda la veracidad de los hechos denunciados y luego ante las numerosas críticas recibidas  decidió borrar la publicación.

## Obras
- — (2004). La otra parte de la verdad: La respuesta a los que han ocultado y deformado la verdad histórica sobre la década del 70 y el terrorismo. Edición del Autor. ISBN 978-987-43-7507-0. OCLC 1025862400.
- — (2006). La mentira oficial: El setentismo como política de Estado. Edición del Autor. ISBN 978-987-05-1367-4. OCLC 746337326.
- — (2008). El Vietnam argentino: La guerrilla marxista en Tucumán. Edición del Autor. ISBN 978-987-05-4896-6. OCLC 310122316.
- — (2009). El canalla: La verdadera historia del Che. Edición del Autor. ISBN 978-987-05-6793-6. OCLC 1122952850.
- — (2010). Chávez: De Bolívar al narcoterrorismo. Edición del Autor. ISBN 978-987-05-9628-8. OCLC 704434712.
- — (2012). El impostor: Evo Morales, de la Pachamama al narco-Estado. Contracultura. ISBN 978-987-28369-0-0. OCLC 1057453927.
- — (2013). El cuentero de Carondelet: Rafael Correa. Contracultura. ISBN 978-987-28369-5-5. OCLC 946323608. (Prólogo de Ricardo López Murphy).[36][37]
- — (2013). Cuando el relato es una farsa: La respuesta a la mentira kirchnerista. Contracultural. ISBN 978-987-29823-0-0. OCLC 1062223975. (En coautoría con Agustín Laje Arrigoni).
- — (2015). Perón, el fetiche de las masas: Biografía del dictador más polémico de Argentina. Grupo Unión Editorial. ISBN 978-987-3677-17-5. OCLC 929883004.
- — (2016). El libro negro de la nueva izquierda: Ideología de género o subversión cultural. Grupo Unión Editorial. ISBN 978-987-3677-53-3. OCLC 1097219798. (En coautoría con Agustín Laje Arrigoni).
- — (2017). La máquina de matar: Biografía definitiva del Che Guevara. Grupo Unión Editorial. ISBN 978-987-3677-80-9. OCLC 1225274361.
- — (2020). La guerra civil argentina: Los '70 que oculta la corrección política. Grupo Unión Editorial. ISBN 978-987-8391-09-0.